# Luigi Giordani
Luigi Giordani, italijanski rimskokatoliški duhovnik, škof in kardinal, * 13. oktober 1822, Santa Maria Codifiume, † 21. april 1893.

## Življenjepis
19. septembra 1846 je prejel duhovniško posvečenje.
6. marca 1871 je bil imenovan za pomožnega škofa Ferrare in za naslovnega škofa lidijske Filadelfije; isti mesec je prejel škofovsko posvečenje. 22. junija 1877 je postal nadškof Ferrare.
14. marca 1887 je bil povzdignjen v kardinala in imenovan za kardinal-duhovnika Ss. Silvestro e Martino ai Monti.